# Odontomachus cornutus
Odontomachus cornutus là một loài của kiến thuộc họ Ponerinae.